# Osvaldo de León
Osvaldo de León, né le 6 mai 1984 à Brownsville, est un acteur mexicain.

## Biographie
Né à Brownsville, au Texas, José Osvaldo de León grandit à Matamoros, ville mexicaine située en face de sa ville natale. Après avoir abandonné des études médicales entamées à San Antonio au Texas, il se rend au Mexique pour démarrer une carrière d'acteur. 
Il a un fils prénommé Teo Léon Suárez né en avril 2010, fruit de sa relation avec l'actrice Cecilia Suárez. 
Depuis avril 2014, Osvaldo est membre de la Fondation Carità.

## Carrière
Il joue au théâtre dans des pièces telles que All Withnes, Escenas de amor Shakespeare, Our Town de Thorton Wilder, A Midnights Dream Summers et Othelo. Dans Othelo il incarne Casio et dans La tempestad il joue au côté d'Ignacio López Tarso.
Sa première apparition à la télévision date de 2005 dans la telenovela Top Models de TV Azteca, dans le cadre d'un concours et où il interprète le personnage d'Emiliano.
En 2007, il signe un contrat d'exclusivité avec la chaîne de télévision mexicaine Televisa. La même année il est sélectionné pour participer à la telenovela produite par José Alberto Castro, Palabra de mujer avec Edith González, Yadhira Carrillo, Ludwika Paleta et Lidia Ávila. Dans cette telenovela, il interprète le personnage d'Ariel Castellanos. Pour ce rôle il est nommé aux Premios TVyNovelas dans la catégorie «Meilleure révélation masculine» en 2009.
En 2013, l'acteur est arrêté par des agents de la ville de Quintana Roo, pour la vente de cocaïne et marijuana, alors qu'il filme des scènes pour le film mexicain Guía de turistas. Il a relâché faute de preuves.
En 2010, il obtient son premier rôle dans la telenovela pour adolescents Niña de mi corazón, produite par Pedro Damián où il joue avec Erick Elías et Paulina Goto.
En 2011, on le retrouve dans la telenovela de Juan Osorio Una familia con suerte avec Arath de la Torre et Mayrín Villanueva. Il gagne les Premios TVyNovelas comme «Meilleur acteur juvenile».
En 2012, il commence sa carrière au cinéma dans le film Hidden Moon (Lune cachée) en compagnie de Wes Bentley et l'actrice d'origine mexicaine Ana Serradilla.
En 2014, il tourne son troisième film Ulises y los diez mil Bigotes, écrit par Manuel Carames sous la direction de Jorge A. Estrada.
En 2016, il participe à la telenovela Sueño de amor où Julián Gil est l'antagoniste principal.

## Filmographie

### Films
- 2009 : La noche de las Flores
- 2012 : Hidden Moon : Tobías
- 2014 : Ulises y los diez mil Bigotes : Narciso

### Telenovelas
| Année   | Titre                  | Rôle                        | Commentaires           |
| ------- | ---------------------- | --------------------------- | ---------------------- |
| 2005    | Top Models             | Emiliano                    | Apparition spéciale    |
| 2007-08 | Palabra de mujer       | Ariel Castellanos           | Rôle secondaire        |
| 2008-09 | Juro que te amo        | Rodrigo Charolet            | Rôle secondaire        |
| 2010-11 | Niña de mi corazón     | Juan Vicente Huerta         | Protagoniste principal |
| 2011–12 | Una familia con suerte | Tomás "Tommy" Campos        | Rôle secondaire        |
| 2013    | Mentir para vivir      | Leonardo Olvera de la Garza | Rôle secondaire        |
| 2013-14 | Lo que la vida me robó | Sebastián de Icaza          | Apparition spéciale    |
| 2014    | La malquerida          | Germán Palacios Salmeron    | Rôle secondaire        |
| 2015    | Lo imperdonable        | Dr. Daniel                  | Rôle secondaire        |
| 2016    | Sueño de amor          | Erasmo Gallo                | Rôle secondaire        |
| 2017    | Sin tú mirada          | Luís Alberto Ocaransa       | Rôle principal         |
| 2019    | Médicos                | Sergio                      | Rôle secondaire        |